# Rino di Vigolo
Il Rino di Vigolo (o torrente Valle di Rino) è un torrente della Provincia di Bergamo, immissario del lago di Iseo.

## Geografia

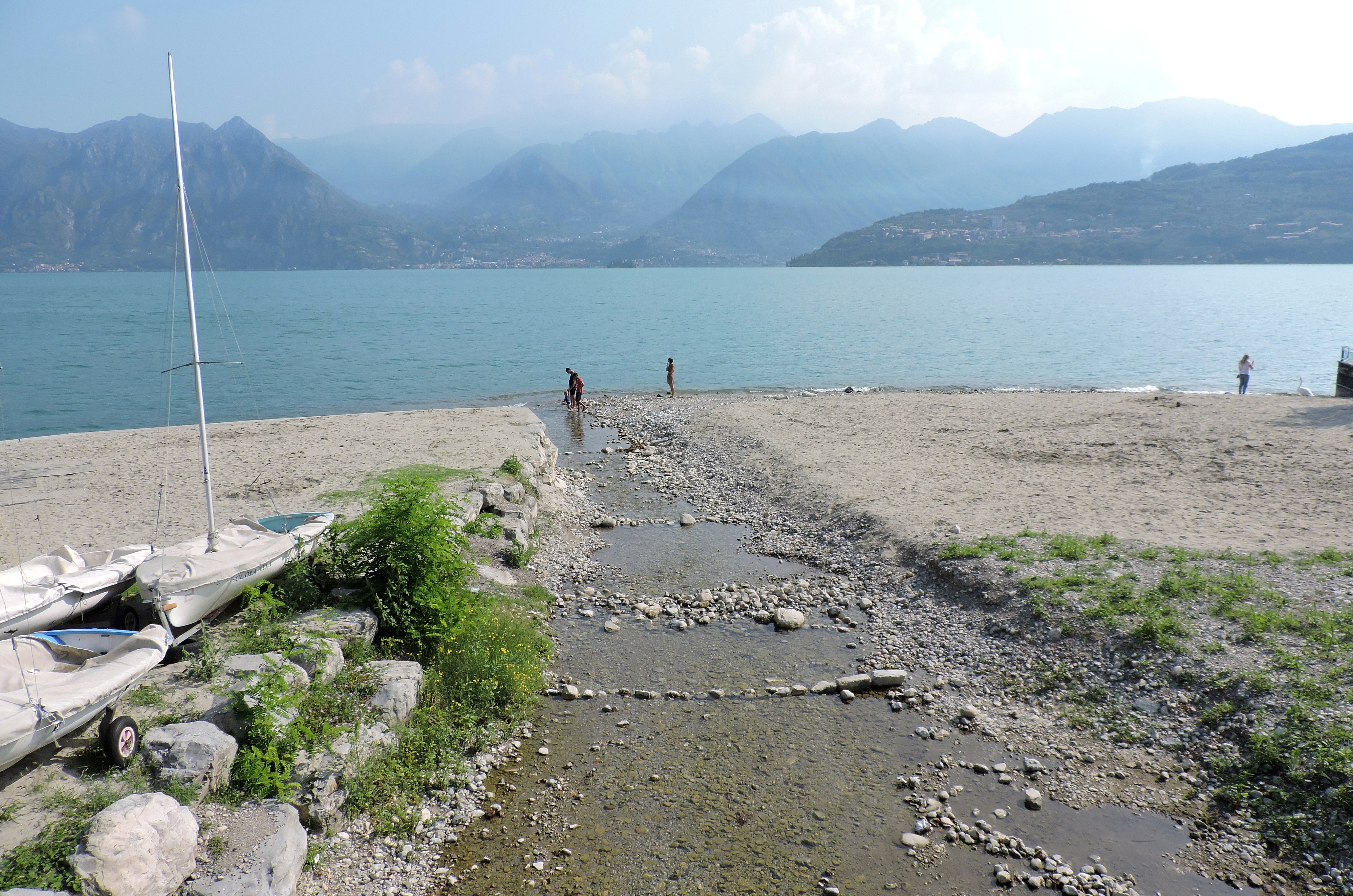
La foce nel lago di Iseo

Il torrente nasce in comune di Vigolo con il nome di rio Valle delle Tombe tra la cima Campidelli (1179 m) e il colle Cargadura; scorre prima verso sud e poi devia verso est confluendo nel lago d'Iseo a Tavernola Bergamasca, ad un'altezza di 187 m s.l.m..
A fianco della foce si trovano una spiaggia libera balneabile attrezzata e un circolo velico.
Il corso d'acqua viene considerato tra quelli che fanno parte del reticolo idrico principale come definito dalla Regione Lombardia nel tratto compreso tra il ponte delle Tombe e la foce.

## Affluenti
Il reticolo idrografico minore che alimenta l'asta fluviale principale è caratterizzato in sinistra idrografica da vari rii brevi e poco ramificati, mentre sulla destra gli affluenti si presentano anch'essi non molto ramificati ma più lunghi. La principale tra le piccole vallate laterali del bacino del Rino è quella che scende dalla Rolla, nei pressi del colle d'Oregia